# Konrad Schredelseker
Konrad Schredelseker (* 6. Mai 1774 in Weisenheim am Sand; † 22. Februar 1840 in Horchheim bei Worms) war Dorfschullehrer und Landvermesser. Als Geometer der Stadt Worms erarbeitete er 1809–1810 den ersten Katasterplan von Worms „Atlas géometrique de la ville de Worms“ (1810).

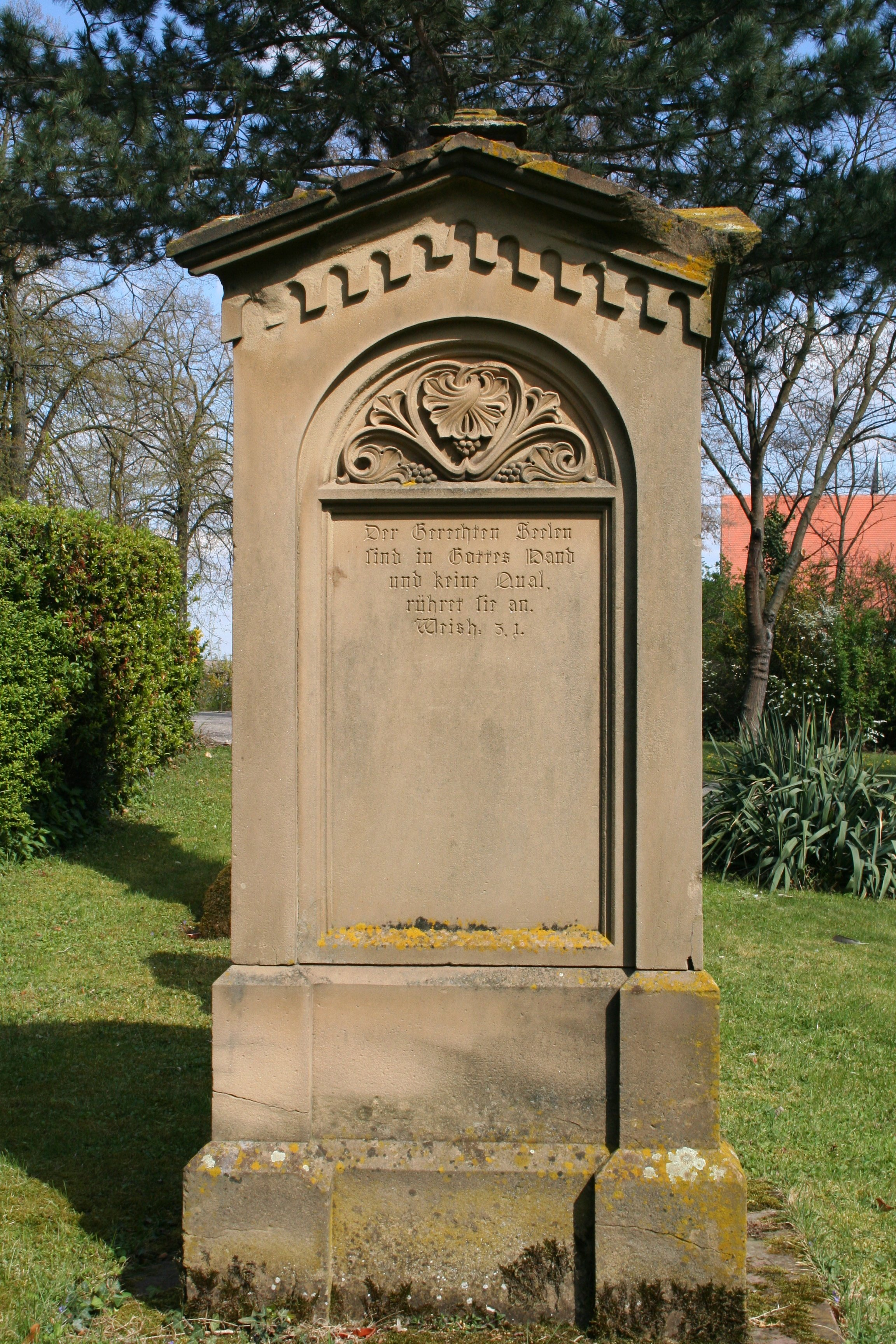
Grabmal für Konrad Schredelseker auf dem ehemaligen Friedhof in Horchheim

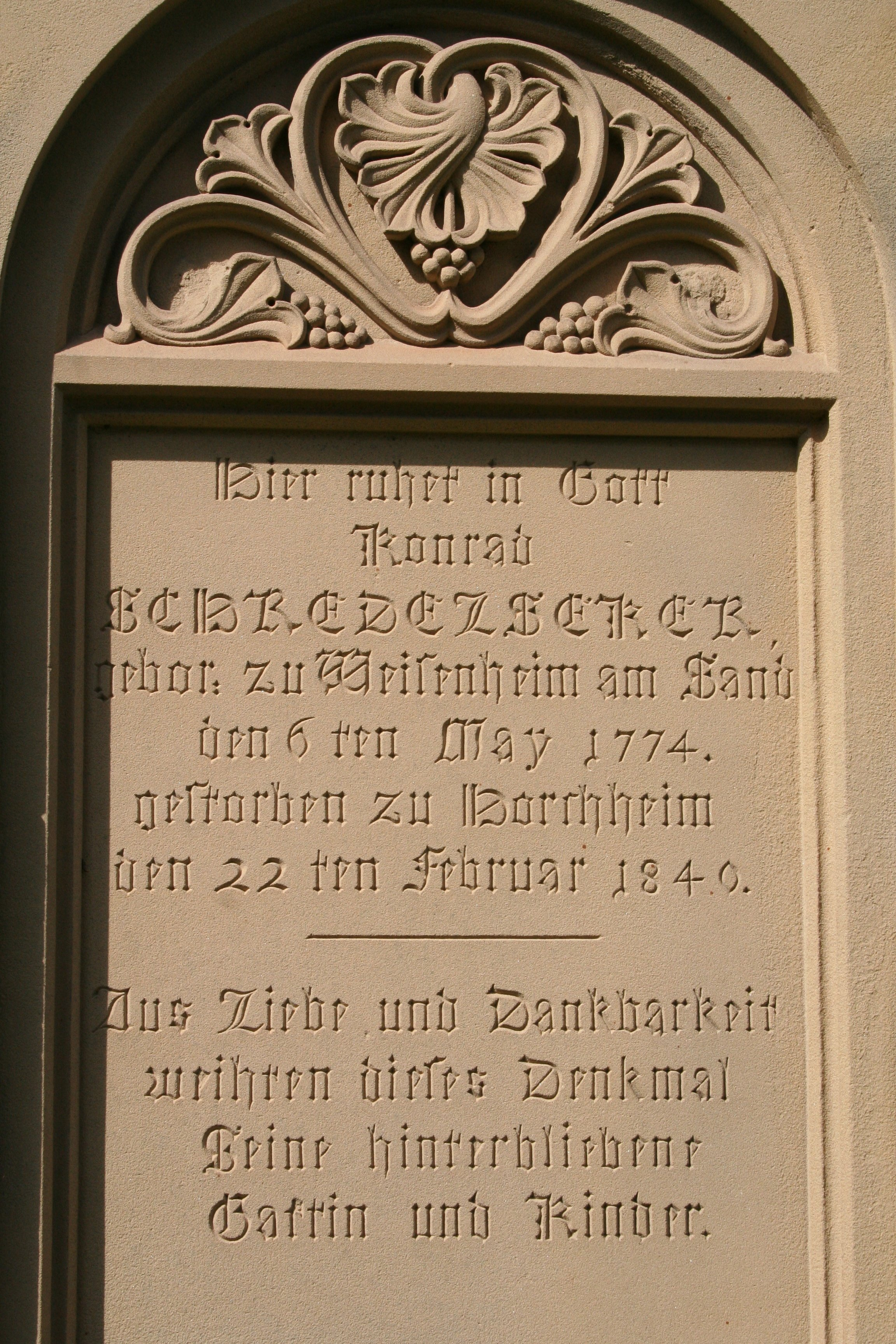
Grab-Inschrift für Konrad Schredelseker

## Herkunft
Schredelseker stammte aus Weisenheim am Sand, wo sein Vater Johann Peter (1753–1812), der aus Heddesheim bei Mannheim stammte, katholischer Schulmeister und Gemeindeeinnehmer war. Sein Großvater Conrad (1722–1785) war Bürgermeister von Heddesheim, dort ist die Familie bereits um 1650 nachgewiesen. Die Schreibweise des Familiennamens in den Urkunden variierte von Schrödelsacker über Schrödelsecker zu Schredelsecker.

## Leben und Werk
Konrad Schredelseker war bis 1802 Schulmeister in Offstein, danach von 1802 bis 1829 Lehrer in Horchheim bei Worms. Ab 1803 war er auch als Geometer im Département du Mont-Tonnerre tätig. Der Gemeinde Horchheim diente er in verschiedenen Ämtern, so als Gemeindeschreiber, Gemeindeeinnehmer und Steuererheber. Von 1813 bis 1827 war er Sekretär der Stiftung Hospital Neuhausen zu Horchheim. Im Laufe seines Lebens erwarb Schredelseker ein ansehnliches Vermögen. Nach seinem Wunsch errichteten seine Hinterbliebenen 1841 in Horchheim eine Schulbesoldungsstiftung, die bis zur Inflation von 1923 bestand.
Aus seiner Tätigkeit als Landvermesser sind eine Anzahl von Gemarkungskarten und Flurplänen erhalten:
- 1803 Gemarkungskarte von Heppenheim auf der Wiese (im Hessischen Staatsarchiv Darmstadt und im Landesarchiv Speyer)
- vor 1804 Gemarkungskarte von Rodenbach (im Landesarchiv Speyer)
- 1804 Gemarkungskarte von Sitters (im Landesarchiv Speyer)
- 1804 Gemarkungskarte von Studernheim (im Landesarchiv Speyer)
- 1804 Gemarkungskarte von Steinbach am Donnersberg (im Landesarchiv Speyer)
- 1804 Gemarkungskarte von Finkenbach und Gersweiler (im Landesarchiv Speyer)
- 1806 Kataster-Verzeichnis Mettenheim[4]
- 1806 Gemarkungskarte von Dreisen (im Landesarchiv Speyer)
- 1807 Gemarkungskarte von Assenheim (im Landesarchiv Speyer)
- 1810 „Atlas géometrique de la ville de Worms“ 1810 (im Stadtarchiv Worms)
- 1811 „Atlas Parcellaire du Canton de Worms“ – mit Ingenieur Heller (Hessisches Staatsarchiv Darmstadt)
- 1811 „Tableau d‘assemblage du plan parcellaire de la commune de Worms“ (im Stadtarchiv Worms)
- 1811 Gartenplan des Schlossparks Herrnsheim[4]
- 1813 Gemarkungskarte Schauernheim (im Landesarchiv Speyer)

## Nachkommen
Der Sohn Friedrich Wilhelm (1805–1880) war von 1829 bis 1844 Lehrer in Horchheim und von 1844 bis 1880 Bürgermeister in Horchheim. Sein Bruder Konrad (1819–1858) war von 1852 bis 1858 Kreisbaumeister des Kreisbauamts Erbach in Michelstadt. Der gleichnamige Enkel (1870–1934) von Friedrich Wilhelm begründete das Lactowerk in Horchheim und war von 1930 bis 1933 ebenfalls Horchheimer Bürgermeister.